# 황간휴게소

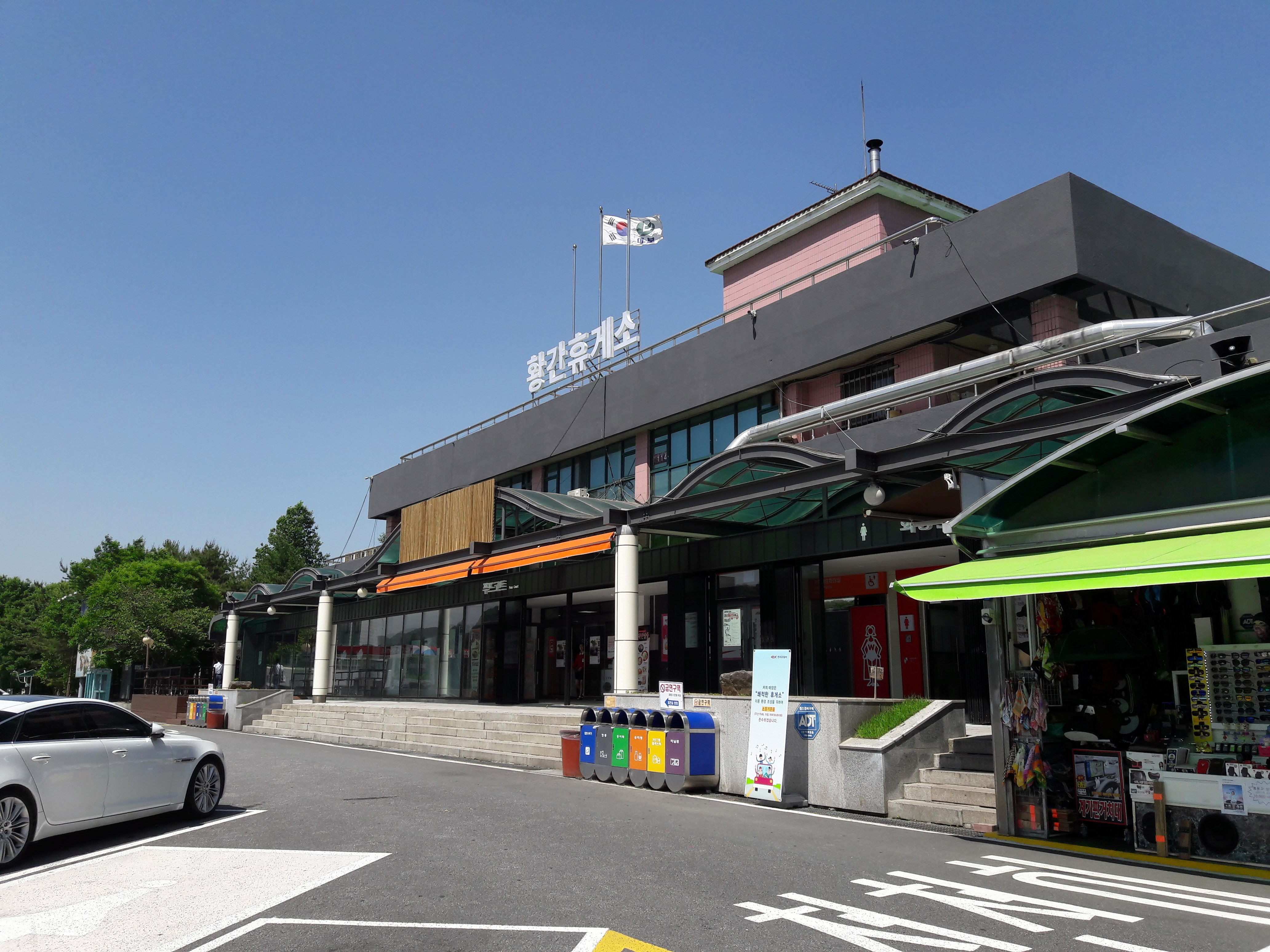
황간휴게소

황간휴게소(黃澗休憩所, Hwanggan Service area)는 충청북도 영동군 황간면 회포리에 위치한 경부고속도로의 고속도로 휴게소이다. 부산기점에서 230km 떨어진 곳에 위치하며, 양방향 모두 휴게소가 존재한다. 서울 방향 휴게소의 주소는 충청북도 영동군 황간면 회포1길 65, 부산 방향은 충청북도 영동군 황간면 회포길 102이다.

## 시설

### 서울 방향
- 현금인출기
- 경정비소 : 없음
- 화물휴게소 : 없음
- 정유사 : 알뜰주유소
- 대표음식 : 버섯 생청국장 뚝배기
  - 북위 36° 14′ 58″ 동경 127° 51′ 17″ / 북위 36.2493848°  동경 127.8548249°

### 부산 방향
- 현금인출기
- 경정비소 : 없음
- 화물휴게소 : 없음
- 정유사 : 알뜰주유소, SK에너지(LPG)
- 대표음식 : 버섯 생청국장 뚝배기
  - 북위 36° 14′ 56″ 동경 127° 51′ 10″ / 북위 36.2488764°  동경 127.8526622°

## 다음 휴게소
상행선
- 경부고속도로 서울방향 금강휴게소 19km

하행선
- 경부고속도로 부산방향 추풍령휴게소 17km

## 전후
서울 방향
- 영동 나들목 ← 황간휴게소 ← 황간 나들목
- 금강휴게소 ← 황간휴게소 ← 추풍령휴게소

부산 방향
- 영동 나들목 → 황간휴게소 → 황간 나들목
- 금강휴게소 → 황간휴게소 → 추풍령휴게소